# Skalare
Die Skalare oder Segelflosser (Pterophyllum (griechisch: pteron „Segel“ oder pteryx „Flügel“; phyllon „Blatt“)) sind eine aus drei Arten bestehende Gattung der Buntbarsche (Cichlidae), deren Angehörige in der Aquaristik zu den beliebtesten und bekanntesten Süßwasserzierfischen zählen.
Aus dem Amazonasbereich mit seinen Nebenflüssen bis nach Peru und Ost-Ecuador kennen wir Pterophyllum scalare (bis 15 cm Länge); aus dem Gebiet des Orinoco mit Nebenflüssen den Hohen Segelflosser (auch „echter“ Skalar genannt) Pterophyllum altum (bis 18 cm Länge). Der kleinste Vertreter, Pterophyllum leopoldi, kommt im Oberlauf des Amazonas (Rio Solimões) vor.

## Merkmale
Skalare besitzen einen scheibenförmigen, seitlich stark abgeflachten Körper, eine hohe Rücken- und Afterflosse und lang ausgezogene Bauchflossen. Sie werden 12 bis 17 cm lang und erreichen Körperhöhen (einschließlich der Flossen) von 20 bis 30 cm. Männchen werden größer als die Weibchen. Die Farbe ist silbrig glänzend mit drei bis vier breiten, dunklen Querbändern, die bis in die unpaarigen Flossen reichen.
- Flossenformel: Dorsale XI–XIII/19–29, Anale V–VII/19–32, Caudale 16–17.
- Schuppenformel: 35–40 (mLR)

## Lebensweise

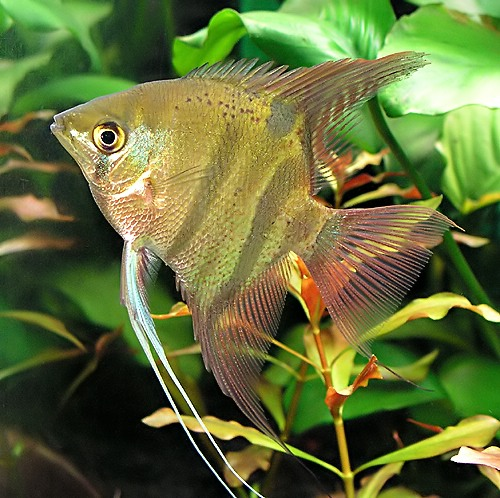
Leopolds Skalar

Alle Arten dieser Gattung sind revierbildend und leben als Jungfische noch im Schwarm, später dann erfolgt Familienbildung mit ausgeprägter Partnertreue. Skalare betreiben Brutpflege und gehören zu den Offenbrütern. Sie laichen meist auf einem vorher gesäuberten Blatt einer breitblättrigen Pflanze ab. Die Gelegegröße beträgt mehrere hundert bis tausend Eier. Die Elternfische verteidigen das Brutrevier vor anderen Fischen, picken unbefruchtete und verpilzte Eier aus dem Gelege heraus und setzen mit den Flossen das Wasser vor den Larven und den Eiern in Bewegung. Die freischwimmenden Jungfische werden als Schwarm von den Eltern geführt und weiter verteidigt.

## Arten
- Hoher Segelflosser (Pterophyllum altum Pellegrin, 1903)
- Leopolds Skalar (Pterophyllum leopoldi (Gosse, 1963))
- Skalar (Pterophyllum scalare (Schultze in Lichtenstein, 1823))

## Weiterführende Literatur
- Hans-Joachim Paepke: Segelflosser. 4., ergänzte Auflage, Westarp Wissenschaften, Hohenwarsleben 2003, ISBN 978-3-8943-2845-0.
- Jürgen Schmidt: Skalare. Bede-Verlag, Ruhmannsfelden 2003, ISBN 978-3-8986-0068-2.